# Dansk Film Database
Die Dansk Film Database (deutsch Dänische Filmdatenbank) auf Danskefilm.dk ist eine Online-Datenbank zu dänischen Filmen, Filmkunst, Fernsehserien und Weihnachtsserien, Fernsehshows sowie zu Schauspielern und anderen Personen, die in den entsprechenden Bereichen mitwirkt haben, wie Regisseure, Filmproduzenten, Drehbuchautoren, der gesamte Film-Produktionsstab, Szenenbildner, Filmeditoren, Tonmeister, Tontechniker bzw. Toningenieure, Filmmusiker und Kameramänner. Des Weiteren bietet die Dansk Film Database eine sogenannte Rubrik Lokationer an, mit einer Auflistung zu den Übersichten von Schauplätzen, Handlungs- und Drehorten für die entsprechenden dänischen Filme.
Die Domain danskefilm.dk wurde im Anfang Januar 1999 gekauft und gleichzeitig begann man die ersten Daten zu dänischen Filmen und Filmschaffenden ins Internet zu stellen. Zuvor hatten sich die Initiatoren und Gründer Nadja Rasmussen, Ole Hansen, Bent Willemoes und Finn Svanberg Nielsen mit dem Sammeln von entsprechenden Filmdaten zum Aufbau der Datenbank beschäftigt und entwickelten Entwürfe zur Gestaltung und dem Design der Webseite. Im Zeitraum von Februar 1999 bis April 1999 erhielt die Seite dann ihr heutiges Aussehen. Zurzeit (Stand Februar 2013) sind der Dansk Film Database 1223 Artikel zu dänischen Filmen und 12684 Artikel zu dänischen Schauspielern online gestellt. Hinzu kommen zusätzlich noch mehrere tausende Artikel über Personen des gesamten Film- und Drehstabes sowie in der Rubrik Lokationer Artikel über Filmschauplätze und Drehorte. Gleichzeitig wird wöchentlich auf einer Seite das aktuelle dänische Fernsehprogramm präsentiert, mit einer Verlinkung zu den vorhandenen dänischen Filmen in der Online-Datenbank.